# 亀谷長榮
亀谷 長榮（かめや ちょうえい、1914年（大正3年）1月4日 - 1999年（平成11年））は、日本の政治家。福岡県筑紫郡春日村（現、春日市）村議会議員（2期）、同町議会議員（2期）。同議長（2期）。
春日市長（3期。第2・3・4代）を務めた。

## 来歴

### 政界入りまで

#### 生い立ち
1914年（大正3年）1月に、第一尚氏の末裔とされる亀谷家（福山英治著、大神二郎発行『波濤を越えて　亀谷長栄伝記』葦書房有限会社、初版昭和61年9月15日、8頁。以下特に脚注・出典の記載がないかぎり記述は全て同書からの引用である。また名の表記については同書に基づき「長栄」とする。）の亀谷長睦と、その妻であるツルとの間に沖縄県島尻郡玉城村字屋嘉部（現、南城市字玉城屋嘉部）に生まれる。童名は「さんるー」。父は定職につかず幼少期には別居していたため、母の元で育てられるも、玉城尋常高等小学校2年生の頃、母ツルが大分県の紡績工場に出稼ぎに出たため、玉城村議会議員である伯父の古波蔵 里好（叔父の里光とは別人）に３年間預けられる。周りの児童よりも体が大きく、腕力もあり、走るのが早く、騎馬戦や棒倒しでは長榮が近づくと相手が逃げ出すほどであったという（前掲12頁）。
1920年（大正9年）4月、玉城尋常高等小学校入学。小学校5年の頃、母ツルが、大分から戻り小さな家を建てると、再び母と生活を共にし、小学校に通う傍ら休日はよく母の仕事に同道し、母を手伝っていたとされており、体が大きく腕力もある長榮は雇用主からも喜ばれたという（前掲18頁）。玉城小学校高等科2年の年の瀬に、校内で毎年1名しか選出されない優秀学生奨励会に選ばれ、当時、同学の校長であった叔父の古波蔵里光から表彰されている。周囲の勧めもあり、卒業後は学費のかからない沖縄県師範学校（沖師）に進学することを決めるものの、翌年2月の試験に間に合わないと判断したため、当時、大半の師範学校入学の生徒と同様に留年している（前掲21頁）。

#### 県立師範学校時代
1929年（昭和4年）4月に沖縄県師範学校に入学と同時に北寮一号室に入寮となる。同室は12名一室であり、内訳は4年生が2名、3年生が2名、2年生が4名、1年生が4名であった。室長は松田精太郎、同部屋の同期は、大城文次、山川武生、大城繁吉であった。
沖縄県師範学校2年生の時に、人生の恩師ともいえる御園生貢（みそのお みつぐ）と出会い、排球部（バレーボール部）に勧誘され入部する。当時の身長は5尺7寸（172センチメートル）（前掲37頁）。バレーボールに打ち込みつつ大城文次から頼まれて柔道部の臨時部員として試合に出場したり、テニス部員として試合に出場したりと運動が得意であった（前掲42頁）。
1931年（昭和6年）に県体育協会主催で開催された第1回大会を皮切りに、第3回大会まで沖縄県師範学校が覇権を握ったという。その年の７月、鹿児島県の歩兵第45連隊に軍事講習で派遣されることとなる。軍事講習の日々の最中、長栄ほかバレー部員は、バレーの実力を試そうと企図し、当時、鹿児島の覇者として君臨した鹿児島商業バレー部に試合を挑み、あっさりこれを撃破したことが、沖縄全土のニュースになったという。軍事講習から帰沖した後もバレーに打ち込み、神宮大会に出場し、１回戦で甲府商業を破るも次戦の藤沢中学に敗れる結果となる（前掲50頁）。
沖縄県立師範を卒業後は、国頭郡本部村立本部尋常高等小学校に配属が決まっていたが、卒業と同時に4月1日から8月31日までの5か月間、短期現役兵として宮崎県都城の歩兵第23連隊に入営する。当時の短期現役兵は二等兵から始まり除隊時には伍長まで進級しており、除隊後は第一国民兵役に編入されている。後に短現期間を振り返り「軍隊のほうがバレー部の練習より楽に感じた。」と述会している（前掲71頁）。

#### 教員時代
1934年（昭和9年）8月31日付け沖縄県島尻郡玉城村立玉城尋常高等小学校教諭の辞令発令により、同年9月1日、同校に赴任。高等科の1年2組の担任となる。この頃、同校教諭で後の妻となる仲村節と出会う。
1936年（昭和11年）3月、仲村節と婚姻。同年9月挙式。
1937年（昭和12年）1月、長女栄子誕生、同年4月沖縄県立師範学校専攻科入学。翌1938年（昭和13年）３月同専攻科卒業（前掲103頁）。同年4月、島尻郡小禄村立小禄尋常高等小学校赴任（前掲104頁）、同年11月長男長龍誕生。
1939年（昭和14年）、昭和10年3月に沖縄県立師範学校を辞職し、満州に渡った御園生貢からの招来に応じて、同年3月20日、単身嘉義丸にて満州へ渡る（前掲115頁）。同月24日奉天に着き、御園生と再会を果たす。同年４月、生徒数100名足らずの満州国熱河省熱河省葉柏寿小学校赴任。高等科１年及び2年の合同クラスを担当する。
1940年（昭和15年）3月、妻節、長女栄子が渡満。長男長龍は母ツルの元で養育。
1941年（昭和16年）2月、次男長秀誕生。同年4月、奉天省西豊の小学校からチチハル国民学校へ転勤した与那嶺清次（婚姻後は垣田清次）から手紙が届き、同年7月与那嶺に会うため単身チチハルへ旅立つ。旅の途中、ハルビンで泊まった際には、道行く人々から飲食店の情報を仕入れた結果、高級店と知らずにクラブ「オホーツク」に入店。周囲の状況から高級店だと気づくも時すでに遅く30円余を失うこととなる。なお、30円は当時の満州における1か月分の給与額に相当するもので、旅費のほとんどを失った結果、帰路の旅費については与那嶺から借りてしのいだとされている。
1942年（昭和17年）4月、母ツル死去。この頃、御園生貢から再び手紙が届く。手紙には華北での仕事を用意するというもので、当時は師範学校卒業後、8年間教職に就くことで兵役を免れることができたところ、その8年を経過したこともあり、手紙が書かれたという。同年7月、葉柏寿小学校教諭を最後に教員を辞職した。

#### 会社員時代
1942年（昭和17年）8月、南満州鉄道株式会社の子会社である華北交通株式会社に入社し（前掲164頁）、華北交通済南鉄路局に勤める従業員の研修学校である中華民国河北省済南鉄路学院に教師の職を得る。多くの中国人を教育し、日本人と分け隔てなく接したという。しかし、日本人と中国人との待遇や給与の差別の改善・解消を上部機関に上申したことにより、1944年（昭和19年）3月31日付け転勤の辞令により、華北交通青島鉄路学院へ転勤となる。青島勤務時代に次女のふみえが誕生している。
青島への異動は左遷といえるものであったが、1945年（昭和20年）4月には済南鉄路局練成科に再び異動辞令が下りている。同年8月、日本の敗戦により済南鉄路学院は中華民国政府の直営となり、日本人は全員解雇されるも、長栄は１か月後、再び臨時雇員として採用されている。この異例の再雇用が成ったのは、長栄がかつて日本人と中国人との待遇や給与の差別の改善・解消のために活動したことで青島に左遷されたことを、多くの中国人の教え子らが忘れておらず、それらの中国人らが展開した再雇用運動による成果であるとされている（前掲183頁）。
1946年（昭和21年）3月6日、長栄一家は引き揚げに着手する。その際、長女栄子とはぐれてしまい、栄子を見失うものの、垣田清次（旧姓与那嶺）が栄子と出会い、これを保護して長栄一家と再会させている。大陸の極寒の中、引き揚げは過酷困難を極め、次女ふみえが道中で亡くなる。長栄はふみえを大陸の地に埋葬し、拾った木切れに「享年1歳9か月 昭和21年3月13日没」と書き入れ、土の墓標としたという。

### 大陸からの復員後
1946年（昭和21年）4月17日、長崎県佐世保の南風崎に到着（前掲190頁）。その後、福岡市の岩田屋百貨店4階にあった沖縄県事務所に赴き、福岡県筑紫郡春日村に沖縄県民の引揚者のための寮があることを知る。同月25日、福岡県筑紫郡春日村欽修にある沖縄引揚者寮（欽修寮）にたどり着く。当年32歳。
欽修寮に入寮後は、食料の確保に奔走し、役場から不在地主の土地の開墾許可を取得。土地の開墾に着手する。妻とともに開墾し耕作を始めたある日、野焼きの火が大きくなり、あわや大火事という火の不始末があった際に、須玖の農家である鬼倉政徳の助力を得てこれを消火する。その後、鬼倉に事情を話し、以降、同人の助けを得ながら食料の増産に勤めることとなる。なお、鬼倉は後の長栄の後援会長を務めることとなる。
1946年（昭和2１年）11月、欽修寮の窮状が極まり、特に子ども達の越冬を懸念した長栄は、役場に掛け合うも何ら手当が得られなかったが、大神善吉なる地元の工務店を経営する名士の情報を得る。大神の元を訪れ、役場からも助力を得られることになったが、その際に大神から村会議員への立候補を示唆される。この時の大神の勧めが後に議員に立候補するきっかけとなる。

#### 村議会議員
1947年（昭和22年）4月、村議会議員に当選。得票数137票。当年33歳。所属委員会は文教委員会であった。

#### 沖縄密航
1948年（昭和23年）3月、沖縄に密航し、戦火で荒廃した妻の親族ほか故郷を訪ねる。当時、沖縄に不足していたいりこ（煮干し）を2万円分、数10キロを買い込み、糸満漁師の操る船で渡航。厳しい航海の途上でも同乗した婦人らを励ましたという。再び日本に渡航する際には、ペニシリンを大量に買い込み、2万円の投資で30万円を手にしたとされる。

#### 保育園設立
1948年（昭和23年）9月、三男正が誕生する。
同年の暮れには働く母達のために、保育所を設置する。保育所の名称を書家の伊佐盛公に相談し、若竹保育園と名付ける。この名称は、子どもたちが逆境にめげず、すくすくと竹のように伸びてほしいとの考えから決まったものであるが（前掲220頁）、三男の正の健やかな成長を念じてということも、もう一つの理由とされている。

#### 村議会議員（２期目）
1951年（昭和2６年）４月、村議会議員に再当選。得票数240票余。村議会の議長に選出される。

#### 町議会議員（３期目）
1955年（昭和30年）４月、春日町（春日村から昭和２８年町制施行）議会議員に当選。町議会の議長に選出される。